# Tablier (vêtement)
 (décembre 2014).
Si vous disposez d'ouvrages ou d'articles de référence ou si vous connaissez des sites web de qualité traitant du thème abordé ici, merci de compléter l'article en donnant les références utiles à sa vérifiabilité et en les liant à la section « Notes et références ».
Un tablier est un équipement de travail couvrant l'avant du corps porté. Il peut être porté pour protéger les vêtements et le porteur de possibles éclaboussures, déchirures et coupures ou pour des raisons d'hygiène. Depuis toujours, le tablier est un symbole d'hospitalité. Qu'il soit utilisé comme uniforme de travail, ce vêtement a eu de nombreux usages. A travers les âges, il a été utilisé pour toute une série de raisons pratiques, décorative et cérémonielles.

## Usages
Parmi les usages possibles des tabliers, on trouve: 
- Usages professionnels: 
  - cuisine et gastronomie,
  - soins infirmiers
  - restauration
  - industrie : forgerons, ...
  - coiffure
- Usages domestiques :
  - ménage
  - jardinage
  - cuisine, cuisson des aliments
- Usages scolaires :
  - activités manuelles : peinture, argile, ...

## Composition
Sa composition est fonction de l'usage auquel le tablier est destiné: toile, serge, cuir, etc.

## Formes
Les plus anciennes représentations de tablier sont romaines. Les esclaves ou les marchands portent l'exomis, sorte de tablier asymétrique retenu sur l'épaule par une seule bretelle comme les tabliers de bouchers. Les formes de tablier sont multiples, variant selon les usages et les modes. Qu'ils soient avec ou sans bavette, croisés dans le dos ou juste noué dans le cou, de style Edwardien ou Victorien, avec de la dentelle, des broderies, en PVC, en polyamide ou en coton, ils ont chacun une utilisation bien précise, adaptée à son époque et à son corps de métier. 
De par sa simplicité de construction, le tablier est un des vêtements de travail les plus faciles à réaliser et fait souvent l’objet du premier projet d'un couturier débutant.

## Histoire
Les tabliers ont une longue histoire mais leurs origines sont incertaines. L'écrivain Geoffrey Chaucer décrit un tablier porté par une fermière dans ses Contes de Canterbury, écrit au XIIIe siècle. Le psautier de Luttrell, écrit en Angleterre au XIVe siècle, décrit également plusieurs tabliers. D'autres documents du XVe siècle et après, mentionnent le tablier. Ce vêtement de protection est au cours du temps de plus en plus embelli par de la broderie. Son usage devient même parfois symbolique et décoratif dans plusieurs cultures. Les tabliers se trouvent de plus en plus au cœur de rites et pratiques à caractère religieux. De plus, le tablier devient symbole pour la féminité dans plusieurs cultures africaines. Dans les années 1920 à 1930, les tabliers pour la cuisine et la maison adoptent la silhouette de la robe de l'époque - longues et sans bande à la taille.